# Дыкун, Андрей Григорьевич
Андрей Григорьевич Дыкун — советский хозяйственный, государственный и политический деятель, Герой Социалистического Труда.

## Биография
Родился в 1920 году в селе Педашка. Член КПСС.
С 1937 года — на хозяйственной, общественной и политической работе. В 1937—1974 гг. — тракторист в родном селе, участник Великой Отечественной войны, бригадир тракторной бригады, комбайнёр, механик Зачепиловской машинно-тракторной станции Харьковской области Украинской ССР.
Указом Президиума Верховного Совета СССР от 27 марта 1954 года присвоено звание Героя Социалистического Труда с вручением ордена Ленина и золотой медали «Серп и Молот».
Умер в Харьковской области в 1974 году.